# 普列文州
普列文州是保加利亞的一個州，位於該國北部，北隔多瑙河與羅馬尼亞相望。面積4,333.54平方公里，2006年人口320,449人。州府普列文，下分为11个市镇。